# 特龙布杜-森特拉尔
特龙布杜-森特拉尔是巴西圣卡塔琳娜州的一个市镇。总面积102.796平方公里，总人口6221人，人口密度60.5人/平方公里。